# Secret (grupo musical)
Secret (hangul: 시크릿) fue un grupo femenino surcoreano creado por TS Entertainment en 2009. El grupo contó con cuatro integrantes: Hyosung, Hana, Jieun y Sunhwa. Sunhwa abandonó la formación en septiembre de 2016, Jieun en febrero de 2018, y Hyosung y Hana en marzo del mismo año. El grupo lanzó su sencillo debut, "I Want You Back" el 13 de octubre de 2009.

Aparte de sus logros comerciales, Secret es conocida por su transición entre una imagen linda y tierna como en "Shy boy" o "Starlight Moonlight" y una imagen sexy y exuberante como en "Poison" o "I'm In Love.
En agosto del 2011, el grupo realizó su debut oficial en Japón. Secret fue el tercer grupo coreano femenino en debutar dentro del top 10 del Oricon Charts, junto con Kara y Girls' Generation.

## Historia Musical

### 2009: Debut
Secret fue presentado por primera vez a través de un documental llamado “Secret Story” que fue transmitido por canal Mnet, el 29 de septiembre de 2009, donde seguían sus pasos a su debut oficial; ese mismo día el grupo tuvo su primer showcase en Corea.

El 13 de octubre de 2009, se lanzó el video musical para su sencillo debut "I Want You Back", haciendo su primera presentación oficial en vivo el 15 de octubre de 2009 en el programa musical: M! Countdown. Secret ganó popularidad después de su debut, por su brillante voz y presencia escénica, el grupo rápidamente se convirtió en el número 1 en búsquedas en varios sitios de portales en línea.

### 2010: Magic y Madonna

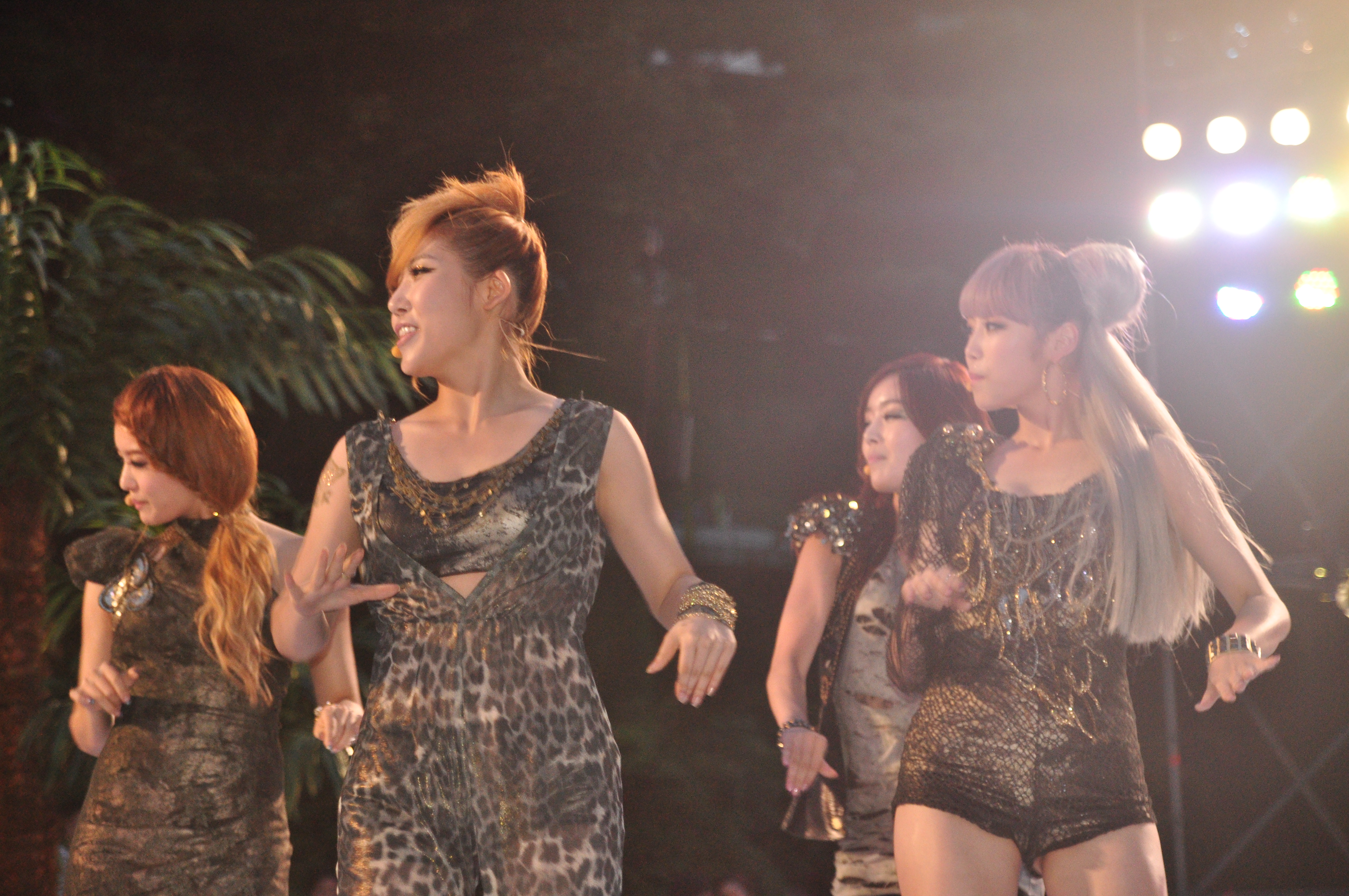
Secret en los Mnet 20's Choice Awards del 2010

El 31 de marzo de 2010, el grupo volvió con el video musical "Magic", canción principal de su primer miniálbum Secret Time. Tuvieron su presentación de regreso en M! Countdown el 8 de abril del mismo año. La canción llegó al puesto 5 en los chart de música y el video musical obtuvo rápidamente el millón de vistas en sitios como Youtube y Cyworld.

Secret lanzó su segundo miniálbum llamado Madonna el 12 de agosto de 2010. El video musical de la canción principal, "Madonna", fue revelado el 11 de agosto de 2010. Al igual que su anterior sencillo "Magic", el video musical de "Madonna" alcanzó un millón de vistas en sitios como YouTube y Cyworld. "Madonna" fue mejor recibido que "Magic", llegando a los más altos puestos en los principales portales de música. Llegó a estar en el puesto 1 en los Gaon Chart.

La canción ganó su primer "Bonsang" en la 20.ª edición de los Seoul Music Awards. El 9 de diciembre de 2010, en la edición número 25 de los Golden Disk Awards, Secret ganó el premio a "Mejor grupo nuevo".

### 2011: Aumento de popularidad e incursión en Japón
Secret publicó el teaser de su primer sencillo promocional "Shy Boy" el 2 de enero de 2011, y el video musical completo fue lanzado el 6 de enero de ese año. El video tiene un concepto inspirado en la cultura americana de los años 50. Secret tuvo su presentación de regreso en M! Countdown el 6 de enero de 2011. 

El 13 de enero, en M! Countdown, el grupo ganó su primer premio en un programa musical. Secret logró mantenerse en el puesto número 1 en el programa Music Bank durante 3 semanas consecutivas. Durante ese lapso de tiempo, Secret también ganó un premio en el programa Inkigayo. Después de aproximadamente 2 meses, Secret terminó de promocionar "Shy Boy", aunque a la canción todavía le iba muy bien en los rankings de música.

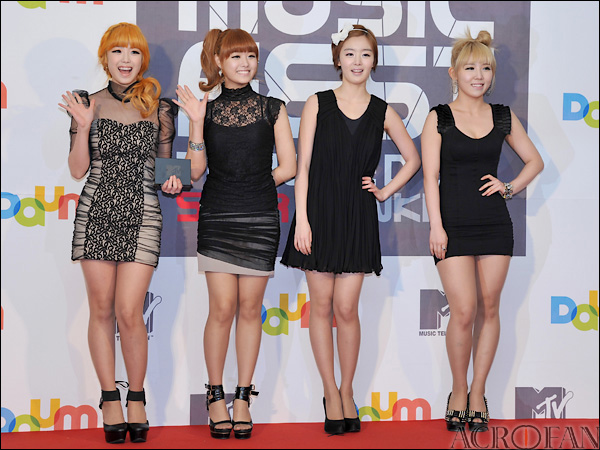
Secret, febrero del 2011

Secret regresó con su segundo sencillo promocional llamado "Starlight Moonlight" el 1 de junio de 2011. Empezó a promocionarlo el 2 de junio en el programa musical M! Countdown. La canción probó ser un enorme éxito y Secret ganó su segundo premio en Inkigayo con esta canción.

TS Entertainment anunció que Secret debutaría en Japón con la versión en japonés de su canción "Madonna" como sencillo debut. El 6 de junio de 2011, el grupo se presentó en su primer showcase en Japón. Las reacciones hacia el grupo fueron positivas. Secret se presentó en el "Mezamashi Live 2011" de Odaiba y también en el popular programa musical "Coming Soon!!".

El 3 de agosto de 2011, el grupo lanzó oficialmente su primer sencillo japonés "Madonna". Demostrando su gran comienzo en Japón, el sencillo debutó en el puesto 9 en el Oricon Chart. Adicionalmente, Secret fue uno de los primeros tres grupos femeninos en debutar dentro del top 10 del Oricon Chart. Los otros dos son Kara y Girls' Generation. 

TS Entertainment también anunció que el primer álbum de estudio de Secret sería lanzado a mediados de octubre. El teaser del video musical para la canción principal "Love is Move" fue revelado el 12 de octubre de 2011 y el video completo fue lanzado el 17 de octubre de 2011. Al día siguiente, el 18, Secret lanzó su primer álbum de estudio completo, denominado Moving in Secret.

Como segundo sencillo japonés se creó una versión de "Shy Boy" en ese idioma. El video musical fue lanzado el 8 de octubre de 2011. Posteriormente se anunció que 5 temas más serían unidos a "Shy Boy" para ser lanzados como su primer miniálbum japonés. Una de las canciones incluidas es la versión japonesa de "Starlight Moonlight" agregada a un sentimiento navideño, la canción se titula "Christmas Magic", cuyo video musical fue revelado el 9 de noviembre de 2011.

El 16 de noviembre de 2011, Secret liberó su primer miniálbum japonés Shy Boy.

Secret asistió a la Exposición Marca Corea y Espectáculo (KBEE, por sus siglas en inglés) en París, Francia, del 1 al 3 de diciembre de 2011, y realizaron un concierto gratuito, así como también tuvieron un exitoso fanmeeting.

### 2012: Actividades en Japón,PoisonyTalk That
El 12 de enero se celebró la entrega de premios de los 26vos “Golden Disk Awards" donde Secret obtuvo un "Bonsang" por ventas digitales.

El 22 de febrero se celebró la primera edición de la entrega de premios "Gaon Chart", donde Secret obtuvo 2 premios por las canciones "Shy Boy" lanzada en enero del 2011 y por "Starlight Moonlight" lanzada en junio.

TS Entertainment anunció que Secret se enfocará en sus actividades japonesas la primera mitad del año 2012. El 29 de febrero de 2012, Secret lanzó su tercer sencillo japonés titulado "So Much For Goodbye". El grupo anunció su primera gira japonesa denominada "Secret 1st Japan Tour: Secret Time" que empezó en marzo del 2012 y que las llevó a 3 ciudades como Osaka el 5 de marzo, Nagoya el 7 de marzo y Tokio el 8 de marzo.

Secret lanzó su tercer sencillo japonés llamado "Twinkle Twinkle" el 13 de junio de 2012. Twinkle Twinkle es usado como el Ending de "Naruto SD: Rock Lee and his Ninja Pals", serie derivada del anime Naruto, emitido por TV Tokyo.

El 6 de julio, TS Entertainment anunció que el grupo revelará su primer álbum de estudio japonés, llamado Welcome to Secret Time el 22 de agosto de 2012. El grupo también anunció la noticia a través de un pequeño video que fue revelado a través de su página web oficial en Japón, donde anunciaron la fecha y título de su primer álbum de estudio japonés. La versión japonesa de "Love is Move" llamada "Ai wa Move" será el primer sencillo, además se incluirán las versiones en coreano de "Madonna" y "Shy Boy", la versión en japonés de "Starlight Moonlight", y sus sencillos japoneses "So much for goodbye" y "Twinkle Twinkle". 
En agosto del 2012, TS Entertainment anunció que después de casi un año alejadas de la industria surcoreana, Secret regresaría en septiembre con un nuevo miniálbum. El miniálbum fue producido por Kang Ji Won y Kim Ki Bum, quienes han trabajado anteriormente con el grupo. Entre los días 2 - 5 de septiembre, TS Entertainment reveló las fotos teaser de las integrantes. El 7 de septiembre se lanzó el teaser para el video musical de "Poison", canción principal y título del nuevo miniálbum. El video musical completo fue revelado el día 12 de septiembre. 
Tras finalizar las promociones para Poison en octubre, TS Entertainment reveló que Secret tomaría un pequeño descanso mientras se prepara para lanzar un nuevo sencillo promocional en diciembre del 2012. Así mismo reveló que el grupo trabajaría con un nuevo productor.

El 26 de noviembre, TS entertainment empezó a revelar las fotos teaser para el nuevo sencillo titulado "Talk That". También se anunció que el grupo trabajo con Shinsadong Tiger para la canción, quien había trabajado anteriormente con el grupo en la realización de "Magic" y que la canción se lanzaría el 4 de diciembre de 2012.

El 3 de diciembre se reveló el video musical. "Talk That" recibió críticas generalmente positivas de los críticos, la mayoría de los cuales han elogiado la canción por su madurez musical en estilo y concepto, siendo opuesta a sus anteriores sencillos.

El 11 de diciembre, Secret sufre un accidente automovilístico alrededor de las 2 de la mañana, cuando regresaban después de culminar su agenda del día. y se han cancelado todas las actividades del grupo hasta el 27 de diciembre, para su total recuperación.

### 2013:YoohooyI do I do
Tras un periodo de recuperación, Secret volvió a la carga interpretando "Talk That" en diferentes programas surcoreanos, aunque sin Hana cuya recuperación se prolongó más que la del resto de miembros debido a la gravedad de las heridas ocasionadas por el accidente. 
De nuevo como cuarteto, Secret acudió el 13 de marzo de 2013 a Singapur para ofrecer un concierto bajo el nombre de "Secret Live in Singapore". Poco después, TS Entertainment anunció que el 30 de abril Secret volvería con un nuevo miniálbum titulado Letter from SECRET cuyo sencillo sería Yoohoo. El vídeo del sencillo fue rodado en la isla de Saipán (Islas Marianas del Norte) y muestra a las chicas perdidas en una playa paradisíaca del archipiélago.
En junio de 2013 se anunció que Secret cambiaba de compañía en Japón, de Sony Music a Universal Music. 
El 30 de septiembre de 2013, Jieun lanzó un sencillo digital de nombre "Hope torture", lo que la llevó a presentar el sencillo en diferentes programas de televisión.
Seguidamente se hizo público que en diciembre Secret volvería con un nuevo sencillo de claro sabor navideño titulado "I do I do".

### 2014: Secret Summer, trabajos en solitario de Hyosung y Jieun y actividades en Japón
El 5 de febrero de 2014 Secret publicó la versión japonesa de "I do I do", en lo que sería la primera actividad con Universal Music en Japón. En mayo Hyosung lanzó su primer sencillo en solitario llamado "Top Secret", que alcanzaría los primeros puestos de ventas en las listas surcoreanas y japonesas. En junio se anunció que el 23 de julio Secret volvería al mercado japonés con una versión de "Yoohoo" en aquel idioma. Poco después el grupo ofreció un showcase en Tokio para presentar sus últimos temas en japonés.
El 11 de agosto de 2014, y tras diversos vídeos y fotos de adelanto, Secret publicó un nuevo álbum con el nombre de Secret Summer. El sencillo del mismo se llama "I'm in love", y supone un retorno a un concepto más sensual y maduro por parte del grupo tras sus dos anteriores sencillos. Secret promocionó el sencillo "I'm in love" por diferentes programas de televisión surcoreanos. El álbum Secret Summer alcanzó el número 2 en la lista de álbumes más vendidos en Corea, siendo la mejor posición jamás alcanzada por el grupo en dicha clasificación. 
Una vez terminadas las promociones de Secret Summer, TS Entertainment anunció el retorno de Ji Eun como solista con la balada "Don't look at me like that". El vídeo del tema se estrenó el 25 de septiembre. Poco después se supo que la canción era el adelanto del primer miniálbum de la componente de Secret bajo el nombre de "25" y cuya fecha de salida fue el 14 de octubre de 2014. Ese mismo día se lanzó el vídeo del sencillo "Pretty Age 25", que Ji Eun promocionó junto a "Don't like me like that" en distintos programas. El álbum alcanzó la sexta posición en la lista de éxitos de Corea. Durante esas mismas fechas, Secret celebró en un encuentro con algunos de sus fanes el quinto aniversario desde el debut del grupo en 2009. Poco antes de que Ji Eun acabara de promocionar "25" en Corea del Sur, TS Entertainment envió un comunicado a los medios anunciando que el miniálbum también contaría con una versión japonesa que saldría publicada el 2 de diciembre de 2014 con el respectivo videoclip en japonés de "Pretty Age 25". Ji Eun estuvo promocionando el álbum "25" en Japón durante las primeras semanas de diciembre de 2014. 
A principios de diciembre, Hyosung negó en el fan café del grupo cualquier problema por parte de Secret con su compañía TS Entertainment, a raíz de los rumores surgidos por la polémica y posterior denuncia del grupo BAP contra TS por el reparto de los beneficios obtenidos por la formación. A finales del mismo mes, Gaon (la compañía encargada de cuantificar las ventas de álbumes y sencillos en Corea del Sur) anunció que Secret había sido el octavo grupo femenino que más había vendido durante aquel año en el país asiático, a poca distancias de otras formaciones tan populares como Sistar o F(x).

### 2015: Actividades en solitario, conciertos por Asia, polémica y regreso de Hyosung como solista
En febrero de 2015 Secret ofreció sendos conciertos en Seúl el 7 de febrero y en Tokio para sus fanes japoneses en el día de San Valentín. En abril de 2015 se anunció que Secret estaba discutiendo con TS Entertainment la renovación de su contrato, el cual finaliza en 2016. Mientras tanto, tres de las componentes de Secret (Sunwha, Jieun y Hana) se encontraban inmersas en proyectos de interpretación en distintas series de televisión. Asimismo, medios especializados surcoreanos hicieron público el regreso en mayo de Hyosung con un miniálbum. Dicho trabajo, de nombre Fantasía, se publicó el 7 de mayo de 2015 y a los pocos días se posicionó en el cuarto lugar de los álbumes más vendidos en Corea del Sur según Gaon. El sencillo de presentación tiene el nombre de "Into you" y se presentó en diversos espacios musicales de la televisión surcoreana. Se espera que luego de haberse promocionado en Corea del Sur, Hyosung presentará la versión japonesa de "Fantasia". A finales de mayo se anunció que Secret daría dos conciertos para los fanes en Singapur el 27 de junio y en Taipéi (Taiwán) el 28 de junio.
El 2 de junio Secret fue el centro de una polémica tras unos tuits de Sunhwa en alusión a la participación de Hana en un programa de televisión llamado Yaman TV en el que esta dijo de la primera que "cuando bebe, empieza a quejarse de todo el mundo". En respuesta a estas declaraciones, Sunhwa respondió en Twitter que Hana había malinterpretado sus quejas sobre la imagen de inmadura que los medios transmiten sobre ella como quejas sobre todo el mundo. Enseguida TS Entertainment procedió a publicar un comunicado negando cualquier motivo de discordia entre las chicas. Poco después, se anunció que el 5 de junio Hyosung debutaría en solitario en Japón.
El 12 de octubre TS Entertainment lanzó un vídeo de la canción inédita "For Secret time" en Youtube para conmemorar el sexto aniversario del grupo. El vídeo incluye imágenes del fan meeting que tuvo lugar en febrero en Seúl.

### 2016: Regreso de Hyosung y Jieun y salida del grupo por parte de Sunhwa
A principios de 2016 Hyosung anunció que estaba preparando su regreso como solista para la primera mitad del año. El álbum, llamado "Colored", salió finalmente a la venta el 25 de marzo. Hyosung  promocionó el sencillo principal del disco, "Find me", en diferentes programas musicales surcoreanos. Asimismo, durante el showcase de presentación del disco, Hyosung anunció que su compañera de grupo Hana, que se encontraba entre el público, estaba preparando su álbum de debut como solista y que a lo largo del año Secret regresaría con un nuevo trabajo, a la espera de poder encontrar un tema adecuado. Finalmente esta afirmación no se traduciría en hechos.
El 20 de septiembre Jieun publicó su segundo LP, llamado Bobby Doll, y cuyo sencillo principal, del mismo nombre, promocionó en diferentes programas de televisión. El 26 de septiembre TS Entertainment lanzó un comunicado en el que anunciaba la salida de Sunhwa del grupo, al no querer esta renovar el contrato con la compañía. De igual modo, se anunció que Secret continuaría como trío.
A finales de 2016, se confirmó que tanto Hyosung como Jieun participarían en sendos proyectos para series televisivas a lo largo de 2017. El 24 de diciembre de 2016, Secret acudió a Tokio para celebrar un encuentro con fanes japoneses, lo que supondría su primer actividad conjunta como grupo desde la partida de Sunhwa.
El 28 de enero de 2017 un representante de TS Entertainment comunicó que el grupo volvería como trío durante la segunda mitad del año.

### 2017-2018: Salida de miembros, disputas legales con TS Enterteinment y disolución del grupo
El 28 de febrero de 2018, se informó que Hyoseong y Jieun estaban en disputas legales con TS Entertainment. Las disputas legales de Hyoseong con TS se debieron a problemas como que no recibía los pagos. También se informó que en agosto de 2017, Jieun presentó una solicitud a la Junta de Arbitraje Comercial de Corea para verificar que su contrato ya no era válido debido a que TS Entertainment no cumplió con los términos del contrato.
Más tarde, Jieun anunció a través de Instagram que ya no era miembro de Secret porque su contrato fue violado y ya no existía.
El 5 de marzo, el abogado de Hyoseong reveló que había presentado una demanda civil contra TS Entertainment en septiembre de 2017 para confirmar que su contrato con la agencia ya no era válido. El abogado de Hyoseong declaró: "Primero, hay pagos que Jun Hyo-seong no ha recibido. TS Entertainment también transfirió los derechos de gestión conferidos por su contrato exclusivo con la cantante a otra parte sin el consentimiento de la propia Jun Hyoseong. Esto no solo es una clara violación de su contrato, sino que también es una fuente de inestabilidad en sus promociones como cantante". También declaró que sería poco probable que Hyoseong siguiera siendo miembro de Secret mientras estuviera bajo el mando de TS Entertainment dada la situación y la falta de confianza y comunicación entre la agencia y Hyoseong, lo que efectivamente puso fin al grupo.

## Miembros
| Miembros     | Miembros | Miembros             | Miembros             | Miembros                        | Miembros                               |
| Miembro      | Miembro  | Nombre de Nacimiento | Nombre de Nacimiento | Fecha de Nacimiento             | Posición                               |
| Romanización | Hangul   | Romanización         | Hangul               | Fecha de Nacimiento             | Posición                               |
| ------------ | -------- | -------------------- | -------------------- | ------------------------------- | -------------------------------------- |
| Hyosung      | 효성     | Jeon Hyo Sung        | 전효성               | 13 de octubre de 1989 (35 años) | Líder, vocalista, bailarina principal  |
| Hana         | 하나     | Jung Ha Na           | 정하나               | 2 de febrero de 1990 (35 años)  | Vocalista, rapera principal, bailarina |
| Jieun        | 지은     | Song Ji Eun          | 송지은               | 5 de mayo de 1990 (35 años)     | Vocalista principal                    |
| Sunhwa       | 선화     | Han Sun Hwa          | 한선화               | 6 de octubre de 1990 (34 años)  | Vocalista, Visual, Maknae              |

## Discografía
| Álbum de Estudio - 2011: Moving in Secret Miniálbum / EP - 2010: Secret Time - 2010: Madonna - 2012: Poison - 2013: Letter from Secret - 2014: Secret Summer - 2014: 25 (Ji Eun) - 2015: Fantasia (Hyosung) - 2016: Colored (Hyosung) - 2016: Bobby Doll (Ji Eun) Sencillo Físico - 2011: Shy Boy - 2011: Starlight Moonlight - 2013: Hope torture (Ji Eun) - 2013: Gift from Secret - 2014: Top Secret (Hyosung) Sencillo Digital - 2009: I Want You Back - 2012: Talk That | Álbum de Estudio - 2012: Welcome to Secret Time Miniálbum / EP - 2011: Shy Boy - 2014: 25 (Ji Eun) - 2015: Fantasia (Hyosung) Sencillo físico - 2011: Madonna - 2012: So Much For Goodbye - 2012: Twinkle Twinkle - 2014: I do I do - 2014: Yoohoo |

## Conciertos
Secret
- Secret 1st Japan Tour "SECRET TIME"

Showcase y eventos
- "Secret Story" showcase debut (Corea)
- Secret Premium debut (Japón)
- Secret Mini concierto al aire libre (Japón)
- "Shy Boy" fiesta de lanzamiento (Japón)

## Otras Actividades
Publicidad
- 2009: Gueoseu Chicken
- 2010: Googims Mall
- 2011: Grand Mer
- 2011: Nike
- 2011: The Skin House (Sunhwa)
- 2011: Nene Chicken
- 2011: Kellan Sports Wear (Sunhwa & Hyosung)
- 2011: Good Day Soju
- 2011: Parkga

Modelaje
- 2010: Maxim
- 2010: Wedding 21, December issue. (Han Sunwha)